# HD 201298
HD 201298，又名BD+06 4754，SAO 126566、HR 8090，是一颗恒星，视星等为6.15，位于銀經56.8，銀緯-26.22，其B1900.0坐标为赤經21h 3m 31.7s，赤緯+6° -26.22′ 7″。